# Friedrich Sponsel
Johann Georg Friedrich Sponsel (* 27. Februar 1921 in Erlangen; † 9. Juli 1980 ebendort) war ein deutscher Kommunalpolitiker (SPD). Zwischen 1960 und 1980 war er zweiter Bürgermeister von Erlangen.

## Leben
Friedrich Sponsel wurde als Sohn des Sattlermeisters Johann Sponsel und seiner Frau Babette geboren. Nach dem Abitur an der Ohm-Oberrealschule wurde Sponsel 1939 zum Kriegsdienst eingezogen. Nach der Rückkehr aus der Kriegsgefangenschaft studierte er ab 1946 an der Friedrich-Alexander-Universität Erlangen-Nürnberg, wo er auch im Sozialistischen Deutschen Studentenbund aktiv wurde. Der damalige Erlanger Oberbürgermeister Michael Poeschke regte ihn dann 1947 zum Eintritt in die SPD an. In seiner Studienzeit arbeitete Sponsel auch als Redakteur für das Erlanger Volksblatt, ab 1949 war Sponsel Lehrer am Gymnasium Fridericianum.
Bei den Kommunalwahlen 1960 wurde Friedrich Sponsel in den Erlanger Stadtrat und kurz darauf auch zum zweiten Bürgermeister der Stadt gewählt. Zwei Jahre darauf wurde er auch in den Bezirkstag von Mittelfranken gewählt, wo er auch stellvertretender Vorsitzender der SPD-Fraktion wurde. Als Bürgermeister widmete sich Sponsel schwerpunktmäßig der Schul- und Sportpolitik sowie der Sozialpolitik. Hervorzuheben ist auch sein Engagement für die jüdisch-christliche Aussöhnung, die seine Frau Ilse Sponsel nach seinem Tod fortführte. Bei den Kommunalwahlen 1971 sollte er als Kandidat der SPD gegen den amtierenden Oberbürgermeister Heinrich Lades (CSU) antreten, entschied sich jedoch aufgrund seiner persönlichen Freundschaft zu diesem dagegen.

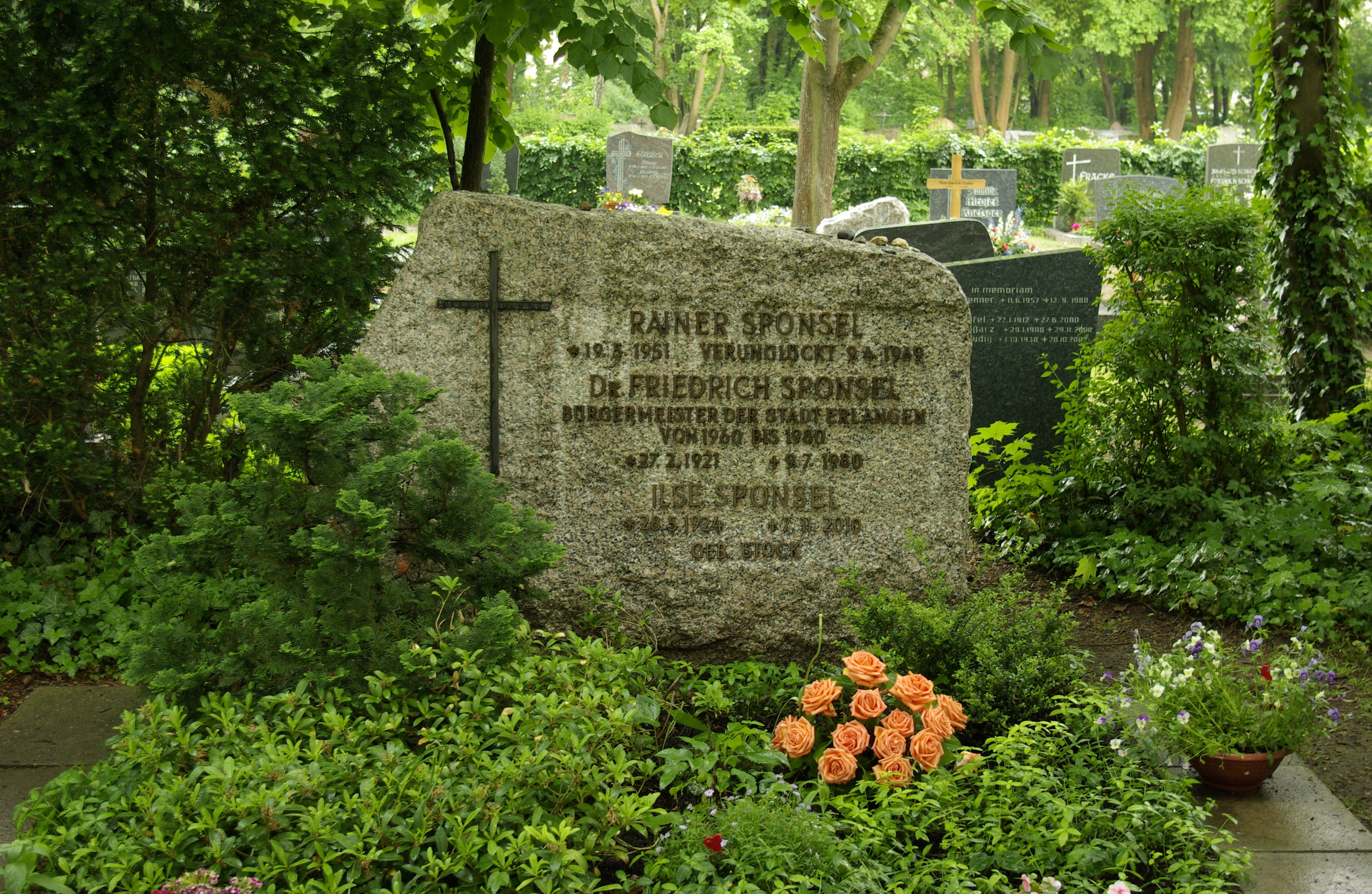
Grab Friedrich Sponsels am Erlanger Zentralfriedhof

Friedrich Sponsel starb 1980 nach langer Krankheit, führte seine Ämter jedoch bis zu seinem Tod aus.

## Ehrungen
- Kommunale Verdienstmedaille in Silber (1976)
- Bundesverdienstkreuz am Bande (1979)

Nach seinem Tod benannte die Stadt Erlangen ihre Sporthalle in der Südlichen Stadtmauerstraße nach Friedrich Sponsel.